# Mallanganee
Mallanganee är en ort i Australien. Den ligger i kommunen Kyogle och delstaten New South Wales, i den sydöstra delen av landet, omkring 570 kilometer norr om delstatshuvudstaden Sydney. Orten hade 137 invånare år 2021.